# Самойлов, Александр Николаевич (хоккеист)
Александр Николаевич Самойлов (род. 27 января 1997, Москва) — российский хоккеист, вратарь.

## Биография
Занимался в московских школах «Белые медведи» (2004—2006, 2011—2013) и ЦСКА (2006—2011, 2013—2014. В плей-офф сезона МХЛ 2013/14 дебютировал в составе команды «Красная армия». С сезона 2016/17 стал также играть в команде ВХЛ «Звезда». Перед сезоном 2021/22 перешёл в клуб белорусской Экстралиги «Металлург» Жлобин, за который отыграл два года. 25 мая 2023 был обменян из ЦСКА в «Северсталь» на денежную компенсацию. Начал сезон в команде «Буран» в ВХЛ. 26 декабря 2023 года в домашнем матче против «Трактора» (3:5) дебютировал в КХЛ. Был признан лучшим вратарём 19-й недели и января сезона 2023/24.

## Достижения
- Обладатель Кубка Харламова («Красная Армия», 2016/17)
- Обладатель Кубка Шёлкового Пути («Звезда», 2019/20)
- Двукратный чемпион Белоруссии («Металлург», 2021/22, 2022/23)[5]